# Noni Jabavu
Helen Nontando (Noni) Jabavu (20 tháng 8 năm 1919  - 19 tháng 6 năm 2008) là một nhà văn và nhà báo người Nam Phi, một trong những phụ nữ châu Phi đầu tiên theo đuổi sự nghiệp văn học thành công và là phụ nữ Nam Phi da đen đầu tiên xuất bản sách tự truyện. Được đào tạo ở Anh từ năm 13 tuổi, cô trở thành người phụ nữ châu Phi đầu tiên làm biên tập viên của một tạp chí văn học Anh khi vào năm 1961, cô đảm nhận việc biên tập tờ The New Strand, một phiên bản hồi sinh của Tạp chí The Strand, đã đóng cửa vào năm 1950.
Theo lời của nhà thơ Makhosazana Xaba: "Người ta chỉ phải đọc hai cuốn sách của Noni Jabavu (Drawn in Color và The Ocher People) để nhận ra cô ấy là một nhà hồi ký tài giỏi đến mức nào. Trong thời gian phỏng vấn Wally Serote, người sống ở Botswana cùng thời với Noni, tôi đã học được điều gì đó khẳng định suy nghĩ ban đầu của tôi về cô ấy. "Chúng tôi, những người đàn ông, cô nói, không biết làm thế nào để liên quan đến cô ấy (Noni). Noni Jabavu là một người phụ nữ sống xa thời đại chúng ta. ' Điều này nói lên nhiều điều khi xem bản thân Serote là một người khổng lồ về văn học và văn hóa trên thế giới. "

## Tiểu sử

### Những năm đầu và giáo dục ở Anh
Noni Jabavu được sinh ra ở Middledrift  ở Đông Cape trong một gia đình trí thức, cuộc hôn nhân của cha mẹ cô đã tạo nên sự kết hợp giữa hai gia đình Kitô giáo nổi tiếng nhất ở Đông Cape lúc bấy giờ. Mẹ cô là Thandiswa Florence Makiwane, người sáng lập Hiệp hội Tự cải thiện Phụ nữ Zenzele; Cha cô là nhà hoạt động và tác giả Davidson Don Tengo Jabavu, và ông nội John Tengo Jabavu, là biên tập viên của tờ báo đầu tiên của Nam Phi được viết ở Xhosa, Imvo Zabantsundu (Ý kiến đen). Dì ruột của Noni Jabavu là Cecilia Makiwane, y tá chuyên nghiệp đầu tiên ở châu Phi đã đăng ký ở Nam Phi và là một nhà hoạt động sớm trong cuộc đấu tranh vì quyền của phụ nữ.
Từ năm 13 tuổi, Noni Jabavu được giáo dục ở Anh, dưới sự giám hộ của Margaret và Arthur Bevington Gillett (cùng với Mohan Kumaramangalam và chị gái Parvati Krishnan), nơi cô sẽ tiếp tục sống ở đó trong nhiều năm. Sau đó, cô nhớ lại: "Giống như một đứa trẻ da đen điển hình thời đó, vào năm 13 tuổi, tôi không hiểu rõ lắm về các cuộc đàm phán phải diễn ra giữa cha mẹ tôi và cha mẹ tương lai của tôi, về cuộc sống mà họ dự định Tôi đã học được điều đó trong nhiều năm tới, là một minh chứng thực tế cho các thế hệ tình bạn giữa các gia đình. Tôi đã học được rằng kế hoạch dành cho tôi là được đào tạo thành một bác sĩ để phục vụ nhân dân của tôi. một bác sĩ y khoa là điều tôi không muốn trở thành. Tôi không biết mình muốn trở thành gì. "  Noni Jabavu học đầu tiên tại Trường Mount, York và sau đó tại Học viện Âm nhạc Hoàng gia Luân Đôn. Trước chiến tranh thế giới thứ hai, cô đã trở nên không quan tâm đến Học viện âm nhạc Hoàng gia và tập trung chủ yếu vào chính trị sinh viên cánh tả. Năm 1938, Noni Jabavu đang ở một buổi vũ hội trong Hội trường Nữ hoàng bị gián đoạn để được nói về sự dàn xếp " hòa bình cho thời gian của chúng ta " của Neville Chamberlain.